# Río Isuela (Huesca)
Der Río Isuela (Huesca) – zu unterscheiden vom Río Isuela (Saragossa), der über Aranda und Jalón zum Ebro entwässert – ist ein Fluss in der spanischen Provinz Huesca. Er entspringt in 1106 m Meereshöhe am Südosthang des Collado de Labarzain in den aragonesischen Pyrenäen, wird durch die Presa de Arguis gestaut, durchfließt die Schlucht Foz de San Clemente und in der Folge die Stadt Huesca und die von ihm bewässerte Hoya de Huesca und mündet zwischen Buñales und Sangarrén in 310 m Meereshöhe in den Río Flumen.